# 도색부인
"도색부인"은 1993년에 개봉한 대한민국의 영화이다.

## 캐스팅
- 장승화 : 동혁 역
- 엄도일 : 가죽점퍼 청년 역
- 유명진
- 허경아
- 김은지 : 영숙 역
- 한명환
- 오도규
- 박재호
- 정영철
- 박종설
- 이정운
- 이희진 : 은주 역
- 장희나
- 조학자
- 표영호
- 김경렬
- 서일원